# Beyene Legesse
Beyene Legesse (ur. w 1934) – etiopski lekkoatleta, sprinter.
Brał udział w igrzyskach olimpijskich w 1956 (Melbourne). Wystąpił we wszystkich sprinterskich konkurencjach, czyli w biegach na 100, 200 i 400 m oraz w sztafetach 4 × 100 metrów i 4 × 400 metrów. W każdej z nich odpadał jednak w pierwszej fazie eliminacji. Uzyskiwał odpowiednio następujące czasy: 11,94 s, 23,63 s, 50,83 s; w sztafetach natomiast 44,47 s i 3:29,93 min.